# Remenafulles campaner
El remenafulles campaner (Chamaeza campanisona) és una espècie d'ocell de la família dels formicàrids (Formicariidae).

## Hàbitat i distribució
Viu al terra de les espesures de bambú, dels boscos i al sotabosc als turons i muntanyes des de l'est de Colòmbia, Veneçuela i Guyana, cap al sud, a través de l'est d'Equador i nord i est del Perú fins al centre de Bolívia. Est del Brasil, est del Paraguai i nord-est de l'Argentina.